# Telmatobius oxycephalus
Espèce
Synonymes
- Telmatobius barrioi Laurent, 1970 "1969"

Statut de conservation UICN

 EN  : En danger
Telmatobius oxycephalus est une espèce d'amphibiens de la famille des Telmatobiidae.

## Répartition
Cette espèce est endémique de la province de Jujuy dans le nord-ouest de l'Argentine. Elle se rencontre dans le Parc national Calilegua, entre 1 400 et 2 550 m d'altitude.

## Publication originale
- Vellard, 1946 : Morfología del hemipenis y evolución de los ofidios. Acta zoologica lilloana, vol. 3, p. 263-288.